# دنيس كلابتون
دنيس كلابتون (بالإنجليزية: Dennis Clapton)‏ هو لاعب كرة قدم بريطاني في مركز الهجوم، ولد في 12 أكتوبر 1939 في حي هكني في لندن في المملكة المتحدة. لعب مع نادي أرسنال ونورثامبتون تاون.